# Pentila condamini
Pentila condamini är en fjärilsart som beskrevs av Henry Stempffer 1963. Pentila condamini ingår i släktet Pentila och familjen juvelvingar. Inga underarter finns listade i Catalogue of Life.